# Teatr guerrilla
Teatr guerilla, czyli teatr walczący eksploatował problematykę walki, buntu i sprzeciwu wobec kapitalizmu, seksizmu, rasizmu, wojen itp. To teatr kontrkulturowy był spektrum odzwierciedlającym wszystkie tendencje i rozważania, jakie przewijały się przez ruch kontestacji lat 60. i 70. XX wieku. Istota tego teatru to nie tylko treść, ale i poszukiwanie nowych form ekspresji teatralnej: łączy on formy agitpropu, teatru faktu, metod kreacyjnych, życia jako teatru i happeningu. Zresztą formalnie przedstawienia były zazwyczaj bardzo eklektyczne, łączyły wiele różnych rozwiązań i środków wyrazu. 
Teatr guerilla w latach 60. był bardzo wygodnym sposobem szerzenia fermentu, ponieważ nie wymagał dużych środków finansowych, przedstawienia mogły odbywać się praktycznie wszędzie i – co najważniejsze – umożliwiał bezpośredni kontakt z widzem, dążono wręcz do zniesienia bariery aktor-widz, zmuszano widzów do uczestnictwa. Zjednoczenie i wspólnota to wyjątkowo ważne dla teatru guerilla zjawiska, bowiem umożliwiają przełamanie alienacji i realizują koncepcję teatru – święta. Nawiązują do źródeł teatru: magicznych rytuałów, wielkiej fety, jak greckie Dionizje. Wobec tego przeniesiono większość działań teatralnych na ulice, często grano za darmo. Ale nie chodziło tylko o zabawę, wspólne przeżywanie było alternatywą dla alienacji; darmowe przedstawienia podkreślały niezależność twórców, odwrócenie się od sztuki komercyjnej. 
Paralelizm teatru i święta był wielkim osiągnięciem teatru kontrkulturowego, ponieważ do tej pory często przeciwstawiano sobie te pojęcia. Znany socjolog teatru, Jean Duvignuad sądził, że w czasie rewolucyjnego święta lud teatralizuje sam siebie. Duvignaud widzi w rewolucji teatr, tyle że bez sceny i dekoracji. W chwilach przemian społecznych teatr często pozostawał w cieniu, stanowił co najwyżej mierne odbicie rzeczywistości. W latach 60. sytuacja ta zmieniła się, ponieważ jednym z ważniejszych i bardziej charakterystycznych pojęć dla kontestatorów było uczestnictwo; także i teatr nie nawoływał do buntu, nie moralizował, on w buncie uczestniczył; widzowie nie odbierali przekazu, oni uczestniczyli w spektaklu. Pozwoliło to na integrację obu stron i połączenie wszystkich w magicznym święcie rewolucji i teatru.
W teatrze guerilla istniały dwa podstawowe cele i dwie wobec tego płaszczyzny działania: teatr stanowił nośnik informacji, a przedstawienia miały pogłębiać świadomość i inspirować do walki, zmuszać do myślenia, uwrażliwiać. Jednak aby przemiana odbiorcy była pełna, za transformacją umysłową winny iść zmiany w psychice i osobowości. Dlatego też drugą płaszczyzną oddziaływania była próba wskrzeszenia nowych doznań psychicznych w uczestnikach.